# تیبو دو شامپاین
تیبو دو شامپاین (به فرانسوی: Thibaut de Champagne) نویسنده قرن سیزدهم میلادی اهل فرانسه است.پدر وی تیبوی سوم کنت منطقه شامپاین و مادرش بلانش دو ناوار و فیلیپ آگوست شاه فرانسه نیز پدرخوانده وی بود. او با نام تیبو چهارم (Thibaud IV) بین سال‌های ۱۲۰۱-۱۲۵۳ کنت منطقه شامپاین و از سال ۱۲۳۴-۱۲۵۳ به عنوان شاه ناوار و با نام تیبو یکم (Thibaud Ier) حکومت کرد.
عشق او به ملکه فرانسه بلانش دو کاستی (به فرانسوی: Blanche de Castille) (که از این عشق وی در موارد سیاسی نیز بهره جست) الهام بخش اشعار و ترانه‌هایی شد که وی بر روی دیوارهای کاخ‌های تروآ (Troyes) و پروونس (Provins) می‌نوشت.
وی نویسنده ۷۱ ترکیب متنوع شعر بزمی (از جمله ۳۷ ترانه عاشقانه) که در آنها او نشان می‌دهد که مهارت فنی و بیان زیادی در زمینه شعر دارد. از همین رو به او عنوان شانسونیه (به فرانسوی: chansonnier) را دادند.

وی در ۱۴ ژوئیه ۱۲۵۳ در سن ۵۲ سالگی و در ناوار و منطقه پامپلونا (اسپانیایی: Pamplona) از دنیا رفت.